# Mistrzostwa Afryki w Piłce Siatkowej Mężczyzn 1967
Mistrzostwa Afryki w Piłce Siatkowej Mężczyzn 1967 – pierwsza edycja mistrzostw Afryki w piłce siatkowej mężczyzn, która odbyła się w miejscowości Tunis w Tunezji. W mistrzostwach brały udział cztery reprezentacje.

## Klasyfikacja końcowa
| Miejsce | Reprezentacja |
| ------- | ------------- |
| 1.      | Tunezja       |
| 2.      | Algieria      |
| 3.      | Gwinea        |
| 4.      | Libia         |